# Marlboro Music School and Festival
La Marlboro Music School and Festival è una scuola estiva, della durata di sette settimane, per il perfezionamento di giovani strumentisti a Marlboro. Vengono tenuti concerti pubblici, tutti i fine settimana, durante la durata dello stage, con programmi scelti soltanto una settimana prima fra i settanta o ottanta pezzi provati.

## Storia
La scuola venne fondata nel 1951 da Rudolf Serkin, Adolf Busch, Marcel Moyse, Louis Moyse e Blanche Moyse sul sito di un vecchio caseifico divenuto da poco il campus del Marlboro College. Piccola struttura, la Marlboro Music fu concepita come un ritiro dove giovani musicisti potevano collaborare imparando con eminenti musicisti in un ambiente lontano dalla pressione delle sale da concerto e d'incisione. Fra i musicisti famosi associati alla scuola si ricordano Pablo Casals, James Levine, Yo-Yo Ma, Joshua Bell, Jonathan Biss, Gilbert Kalish, ed i membri del Guarneri Quartet.
Il Marlboro Music School and Festival, è, dal 2018, diretto da Jonathan Biss e Mitsuko Uchida.